# 貝勒尼基 (塞琉古帝國)
貝勒尼基（帶來嫁妝者）（希臘語：Βερενίκη Φερνοφορος）或稱貝勒尼基·敘利亞人，她是托勒密二世和阿爾西諾伊一世的女兒。
前253年，托勒密王國與塞琉古帝國在第二次敘利亞戰爭中簽定協議，貝勒尼基於是嫁給塞琉古安條克二世，安條克二世因此拋棄他前任妻子勞迪絲一世。在前248年安條克二世宣布以他與貝勒尼基的孩子安條克為繼承人。
當前246年托勒密二世逝世，安條克二世再度接納勞迪絲一世，但不久安條克二世可能因毒殺而逝世，勞迪絲宣稱安條克臨終時指定了她的兒子為繼承人，但貝勒尼基辨稱她不到四歲的兒子才是合法繼承人。
貝勒尼基要求她剛剛當上國王的兄弟托勒密三世到安條克城及扶助她兒子登基。但當托勒密抵達時，貝勒尼基和她的孩子已遭勞迪絲一世毒殺了。
於是托勒密三世以復仇名義發動第三次敘利亞戰爭。